# Hellenic Football Club
O Hellenic F.C. é um clube de futebol sul-africano com sede na Cidade do Cabo.

## História
O clube foi fundado pela comunidade grega na África do Sul, em 1958. De clube amador nos anos 50, o clube cresceu e foi um dos fundadores da liga profissional sul-africana atuando na máxima divisão até 2004. O clube desde então foi vendido, foi realocado e não atua nas primeiras divisões nacionais.